# 정원석
정원석(鄭元碩, 1977년 3월 27일 ~ )은 대한민국의 전 야구선수로, KBO 리그 두산 베어스와 한화 이글스의 내야수였다.

## 두산 베어스시절
1996년 신인 드래프트에서 OB 베어스의 2차 2순위 지명을 받았지만, 동국대학교에 진학했다. 졸업한 후 2000년 두산 베어스에 입단했다. 주로 백업으로 뛰었고 두산에서 가장 많이 출장하였던 2008년까지 꾸준히 활약을 해 왔다. 2009년에는 시즌 초부터 연봉 조정 신청을 했다가 철회했다. 이후 주전 경쟁에서 밀려 단 한 번도 1군에 올라오지 못했고, 시즌 후 외야수 전상렬 등과 함께 방출당했다.

## 한화 이글스시절
두산에서 방출당한 후 동국대학교 시절 감독으로 함께하였던 한대화 감독의 부름을 받고 한화 이글스에 이적했다. 공격보다 수비력이 좋으며, 내야 전 포지션을 소화할 수 있다는 특징 때문에 수비 보강이 필요했던 한화에서 그를 불러들였다. 이적 이후 본격적으로 주전 내야수가 되어 맹타를 기록했으며, 안정된 수비로 주목받았다. 2010년 118경기에 출장하여 106안타를 달성했고, 처음으로 규정 타석 3할 타율을 기록하였다. 그러나 이듬해 다시 부진하였고, 2012년에는 포지션 중복으로 인해 외야수도 겸하게 되었으나, 4월 15일 문학 SK전에서 외야 수비 도중 부상을 당해 시즌을 마감했고 시즌 후 한화에서 방출되어 현역에서 은퇴했다.

## 장원삼과의 승부
그는 2008년 9월 24일 히어로즈전에서 당시 히어로즈 투수 장원삼과 17구까지 가는 승부를 벌인 끝에 아웃되었는데, 2010년 8월 29일 박준수가 이용규를 상대로 20구까지 가게 되어 이 기록이 깨지기 전까지는 투수가 타자 1명을 상대로 기록된 역대 최다 투구수였다.

## 출신학교
- 서울역삼초등학교
- 휘문중학교
- 휘문고등학교
- 동국대학교